# Rolf Steinhäuser
Rolf Steinhäuser (ur. 12 maja 1952 w Kolonii) – niemiecki duchowny katolicki, biskup pomocniczy Kolonii od 2016.

## Życiorys
Święcenia kapłańskie przyjął 24 czerwca 1977 i został inkardynowany do archidiecezji Kolonii. Był m.in. duszpasterzem młodzieży z Bonn, dyrektorem kurialnego wydziału ds. duszpasterstwa młodzieży, proboszczem w Düsseldorfie oraz dyrektorem diecezjalnego domu rekolekcyjnego Edith Stein.
11 grudnia 2015 papież Franciszek mianował go biskupem pomocniczym archidiecezji kolońskiej ze stolicą tytularną Thuburnica. Sakry udzielił mu 10 stycznia 2016 arcybiskup koloński - kardynał Rainer Woelki.